# Косовецько
46°04′ пн. ш. 16°10′ сх. д. / 46.07° пн. ш. 16.17° сх. д.
Косовецько (хорв. Kosovečko) — населений пункт у Хорватії, у Крапинсько-Загорській жупанії у складі громади Коньщина.

## Населення
Населення за даними перепису 2011 року становило 101 осіб.
Динаміка чисельності населення поселення:

## Клімат
Середня річна температура становить 10,11 °C, середня максимальна – 24,60 °C, а середня мінімальна – -6,69 °C. Середня річна кількість опадів – 903 мм.
| Клімат поселення                              | Клімат поселення | Клімат поселення | Клімат поселення | Клімат поселення | Клімат поселення | Клімат поселення | Клімат поселення | Клімат поселення | Клімат поселення | Клімат поселення | Клімат поселення | Клімат поселення | Клімат поселення |
| Показник                                      | Січ.             | Лют.             | Бер.             | Квіт.            | Трав.            | Черв.            | Лип.             | Серп.            | Вер.             | Жовт.            | Лист.            | Груд.            |                  |
| Середній максимум, °C                         | 5,95             | 8,06             | 12,45            | 16,58            | 21,50            | 24,60            | 23,87            | 23,29            | 19,37            | 14,13            | 8,52             | 4,53             |                  |
| Середня температура, °C                       | −0,37            | 1,77             | 6,14             | 10,26            | 15,17            | 18,26            | 19,95            | 19,36            | 15,46            | 10,19            | 4,60             | 0,60             |                  |
| Середній мінімум, °C                          | −6,69            | −4,56            | −0,18            | 3,95             | 8,85             | 11,96            | 16,00            | 15,42            | 11,51            | 6,26             | 0,66             | −3,34            |                  |
| Норма опадів, мм                              | 46               | 47               | 60               | 69               | 78               | 103              | 86               | 92               | 86               | 87               | 86               | 63               |                  |
| Середньомісячна швидкість вітру, м/с          | 1.90             | 2.10             | 2.50             | 2.40             | 2.26             | 2.00             | 1.99             | 1.80             | 1.80             | 1.83             | 1.93             | 1.92             |                  |
| Середньомісячна сонячна радіація, кДж/м²·день | 4079             | 6831             | 10494            | 14883            | 18977            | 20846            | 21582            | 18709            | 13955            | 8665             | 4531             | 3257             |                  |
| --------------------------------------------- | ---------------- | ---------------- | ---------------- | ---------------- | ---------------- | ---------------- | ---------------- | ---------------- | ---------------- | ---------------- | ---------------- | ---------------- | ---------------- |
| Джерело:                                      |                  |                  |                  |                  |                  |                  |                  |                  |                  |                  |                  |                  |                  |